# Krvavi Potok
Krvavi Potok je naselje v Občini Hrpelje - Kozina.
Istoimenski potok, ki izvira v bližini, se izliva v Glinščico. 